# Luftvärnsrobot

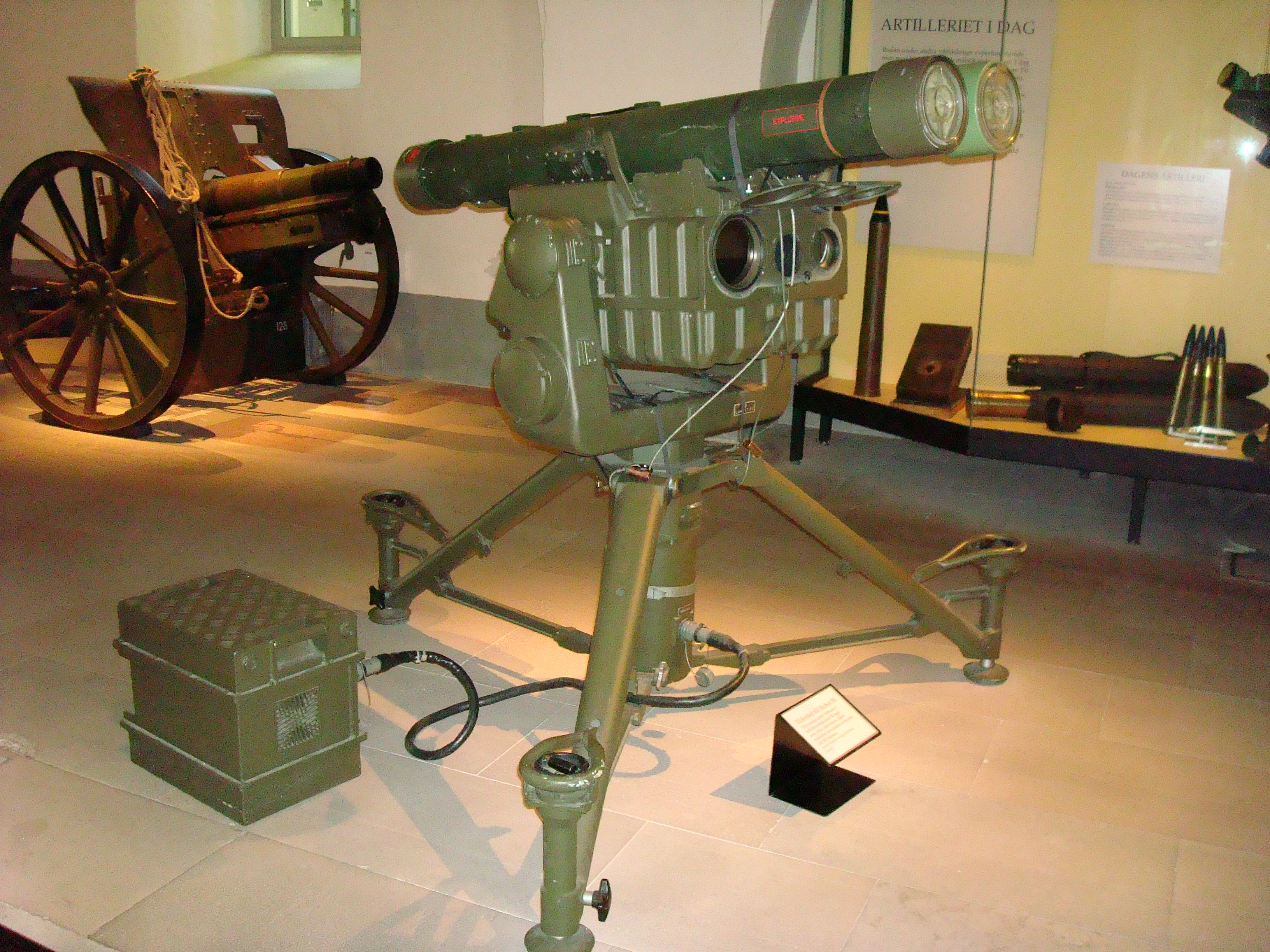
Den svenska luftvärnsroboten Robot 90.

En luftvärnsrobot är en robot ämnad att avfyras från marken eller från havsytan mot flygplan, helikoptrar och styrda vapen som robotar. De utgör en viktig del av dagens luftvärn.
Luftvärnsrobotar kan vara stationära eller rörliga. De kan även vara placerade på ett örlogsfartyg. De minsta luftvärnsrobotarna kan bäras och avfyras av en enda man.

## Luftvärnsrobotar med radarmålsökare
- Akash – Indien
- Arrow – Israel
- BAMSE - Sverige

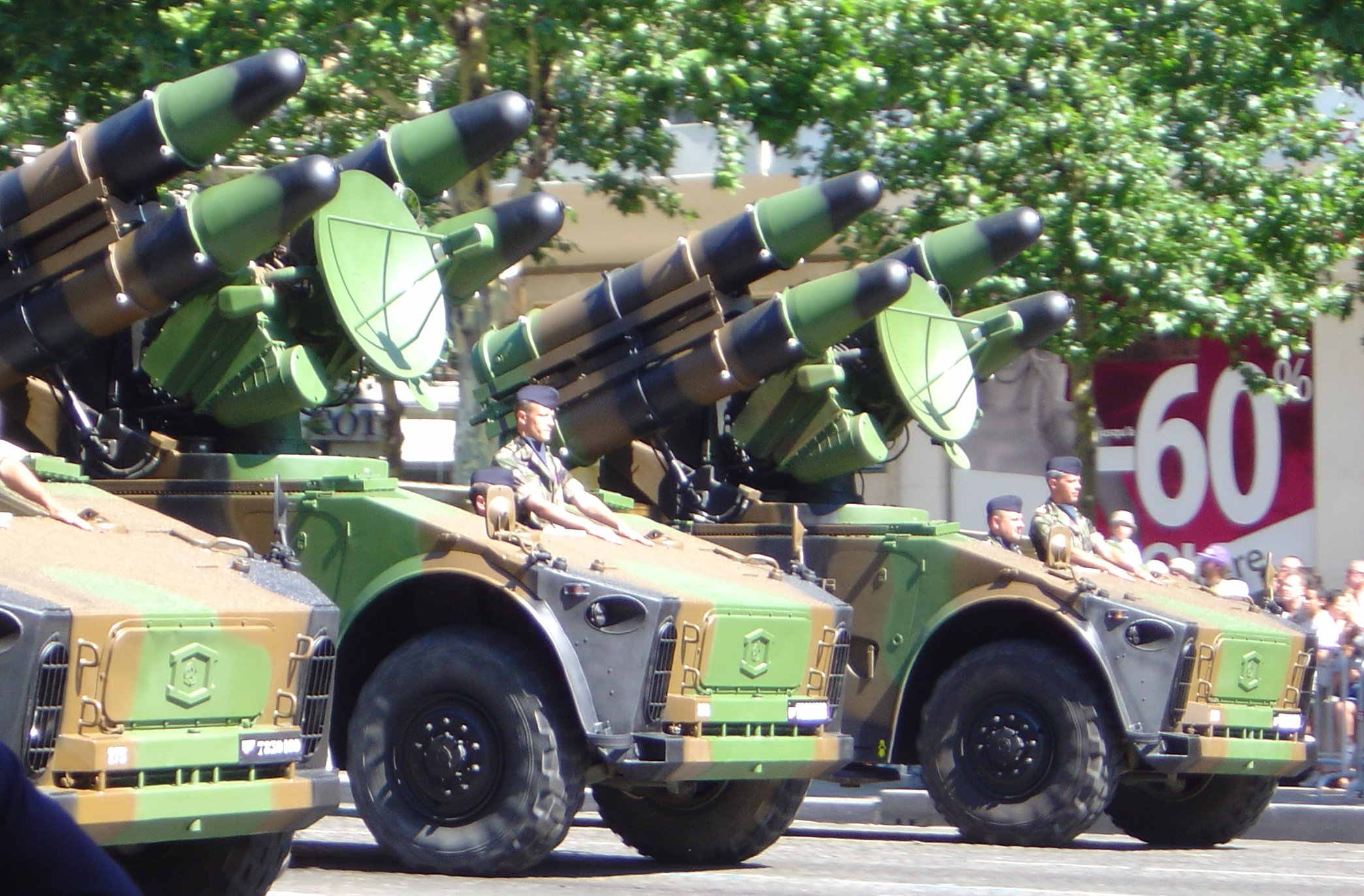
Ett Crotalebatteri ur det Franska flygvapnet.

- Aster – Storbritannien/Frankrike/Italien
- Bloodhound – Storbritannien
- CLAWS
- Hongqi-9 – Kina
- MEADS – USA/Tyskland/Italien
- MIM-3 Nike-Ajax – USA
- MIM-14 Nike-Hercules – USA
- MIM-23 Hawk – USA
- MIM-72 Chaparral – USA
- MIM-104 Patriot – USA
- MIM-146 ADATS – USA
- Nike Zeus – USA
- BAe Blindfire Rapier – Storbritannien
- RIM-2 Terrier – US Navy
- RIM-7 Sea Sparrow – US Navy
- RIM-8 Talos – US Navy
- RIM-24 Tartar – US Navy
- RIM-66 Standard Missile SM-1MR/SM-2MR – US Navy
- RIM-67 Standard Missile SM-1ER/SM-2ER – US Navy
- RIM-156 Standard Missile SM-2ER – US Navy
- RIM-161 Standard Missile-3 – US Navy
- RIM-162 Evolved Sea Sparrow Missile
- Roland (robot) – Frankrike/Tyskland
- SA-1 Guild (S-25 Berkut) – Sovjetunionen/Ryssland
- SA-2 Guideline (S-75 Dvina) – Sovjetunionen/Ryssland
- SA-3 Goa (S-125 Neva) – Sovjetunionen/Ryssland
- SA-4 Ganef (2K11 Krug) – Sovjetunionen/Ryssland
- SA-5 Gammon (S-200) – Sovjetunionen/Ryssland
- SA-6 Gainful (2K12 Kub) – Sovjetunionen/Ryssland
- SA-8 Gecko (9K33 Osa) – Sovjetunionen/Ryssland
- SA-10 Grumble (S-300) – Sovjetunionen/Ryssland
- SA-11 Gadfly (9K37 Buk) – Sovjetunionen/Ryssland
- SA-12 Gladiator/Gigant (S-300V) – Sovjetunionen/Ryssland
- SA-15 Gauntlet (9K330 Tor) – Sovjetunionen/Ryssland
- SA-17 Grizzly (9K37M2 Buk-M2) – Sovjetunionen/Ryssland
- SA-19 Grison (9M311 Tunguska) – Sovjetunionen/Ryssland
- SA-20 Gargoyle (S-300PMU) – Sovjetunionen/Ryssland
- Sea Cat – Storbritannien
- Sea Dart – Storbritannien
- Sea Slug – Storbritannien
- Sea Wolf – Storbritannien
- SL-AMRAAM – USA
- Trishul – Indien
- VL MICA (Radarstyrd version) – Frankrike

Det finns olika slag av radarstyrning:
- Patriot, SA-10, SA-12 och SA-20 använder track-via-missile radarstyrning.
- SA-1, SA-2, SA-3, SA-6 och SA-15 använder radar kommandostyrning.
- SA-5 använder radarkommandostyrning men byter till aktiv radarsökning i slutfasen.
- SA-4, SA-11 och SA-17 använder radarkommandostyrning men byter till en semiaktiv radarsökning i slutfasen.
- SA-8 använder semiautonom kommandostyrning inom visuell räckvidd(SACLOS).

## Luftvärnsrobotar med infraröd målsökare
- Anza – Pakistan
- Chaparral – USA (markavfyrad version av AIM-9 Sidewinder)
- Enzian – Tyskland (andra världskriget)
- FIM-43 Redeye – USA
- FIM-92 Stinger – USA
- Hongqi-7 – Kina
- IDAS – Tyskland
- IRIS-T SL/SLS – Tyskland
- LFK NG – Tyskland
- Mistral – Frankrike
- RIM-116 Rolling Airframe Missile – USA (derivativ av AIM-9 Sidewinder och FIM-92 Stinger -missilerna).
- SA-7 Grail (9K32 Strela-2) – Sovjetunionen/Ryssland
- SA-13 Gopher (9K35 Strela-10) – Sovjetunionen/Ryssland
- SA-14 Gremlin (9K34 Strela-3) – Sovjetunionen/Ryssland
- SA-16 Gimlet (9K310 Igla-1) – Sovjetunionen/Ryssland
- SA-18 Grouse (9K38 Igla) – Sovjetunionen/Ryssland
- Umkhonto – Sydafrika
- VL MICA (Värmesökande version) – Frankrike

## Laserstyrda luftvärnsrobotar
- Robot 70 - Sverige
- Robot 90 - Sverige
- Starstreak/laser närförsvarsmissil - Storbritannien

Till skillnad från till exempel laserstyrda bomber eller pansarvärnsroboten AGM-114 Hellfire är laserstyrda luftvärnsrobotar oftast ledstrålestyrda, vilket betyder att sensorn sitter vänd bakåt mot skytten och följer strålen i stället för att söka sig mot reflektionerna från målet.

## Visuellt styrda luftvärnsrobotar
- Blowpipe - Storbritannien
- Crotale - Frankrike
- Rapier - Storbritannien
- Wasserfall - Tyskland (andra världskriget)